# Stylopauropus globulus
Stylopauropus globulus är en mångfotingart som beskrevs av Hilton 1931. Stylopauropus globulus ingår i släktet skaftfåfotingar, och familjen fåfotingar. Inga underarter finns listade i Catalogue of Life.